# Simpsonovi (9. řada)
Devátá řada amerického animovaného seriálu Simpsonovi je pokračování osmé řady tohoto seriálu. Byla vysílána na americké televizní stanici Fox od 21. září 1997 do 17. května 1998. V Česku měl první díl z této řady premiéru 26. října 1999 na ČT1 (při prvním českém vysílání měla řada jinou sestavu dílů). Řada má celkem 25 dílů.

## Seznam dílů
| Č. v seriálu | Č. v řadě | Původní název                          | Český název                                        | Režie                | Scénář                                      | Premiéra v USA     | Premiéra v ČR      | Produkční kód |
| ------------ | --------- | -------------------------------------- | -------------------------------------------------- | -------------------- | ------------------------------------------- | ------------------ | ------------------ | ------------- |
| 179          | 1         | The City of New York vs. Homer Simpson | Město New York versus Homer Simpson                | Jim Reardon          | Ian Maxtone-Graham                          | 21. září 1997      | 26. října 1999     | 4F22          |
| 180          | 2         | The Principal and the Pauper           | Ředitel Skinner a seržant Skinner                  | Steven Dean Moore    | Ken Keeler                                  | 28. září 1997      | 2. listopadu 1999  | 4F23          |
| 181          | 3         | Lisa's Sax                             | Lízin saxofon                                      | Dominic Polcino      | Al Jean                                     | 19. října 1997     | 9. listopadu 1999  | 3G02          |
| 182          | 4         | Treehouse of Horror VIII               | Speciální čarodějnický díl                         | Mark Kirkland        | Mike Scully, David S. Cohen a Ned Goldreyer | 26. října 1997     | 16. listopadu 1999 | 5F02          |
| 183          | 5         | The Cartridge Family                   | Pistolníkova rodina                                | Pete Michels         | John Swartzwelder                           | 2. listopadu 1997  | 31. října 2000     | 5F01          |
| 184          | 6         | Bart Star                              | Bart hvězdou                                       | Dominic Polcino      | Donick Cary                                 | 9. listopadu 1997  | 30. listopadu 1999 | 5F03          |
| 185          | 7         | The Two Mrs. Nahasapeemapetilons       | Dvě paní Nahasapímapetilonové                      | Steven Dean Moore    | Richard Appel                               | 16. listopadu 1997 | 7. prosince 1999   | 5F04          |
| 186          | 8         | Lisa the Skeptic                       | Líza skeptik                                       | Neil Affleck         | David S. Cohen                              | 23. listopadu 1997 | 14. prosince 1999  | 5F05          |
| 187          | 9         | Realty Bites                           | Marge prodává nemovitosti                          | Swinton O. Scott III | Dan Greaney                                 | 7. prosince 1997   | 4. ledna 2000      | 5F06          |
| 188          | 10        | Miracle on Evergreen Terrace           | Zázrak na Evergreen Terrace                        | Bob Anderson         | Ron Hauge                                   | 21. prosince 1997  | 21. prosince 1999  | 5F07          |
| 189          | 11        | All Singing, All Dancing               | Všichni zpívají a tančí                            | Mark Kirkland        | Steve O'Donnell                             | 4. ledna 1998      | 11. ledna 2000     | 5F24          |
| 190          | 12        | Bart Carny                             | Bart Světský                                       | Mark Kirkland        | John Swartzwelder                           | 11. ledna 1998     | 18. ledna 2000     | 5F08          |
| 191          | 13        | The Joy of Sect                        | Radost ze sekty                                    | Steven Dean Moore    | Steve O'Donnell                             | 8. února 1998      | 25. ledna 2000     | 5F23          |
| 192          | 14        | Das Bus                                | Ponorkobus                                         | Pete Michels         | David S. Cohen                              | 15. února 1998     | 1. února 2000      | 5F11          |
| 193          | 15        | The Last Temptation of Krust           | Poslední pokušení Krustyho                         | Mike B. Anderson     | Donick Cary                                 | 22. února 1998     | 8. února 2000      | 5F10          |
| 194          | 16        | Dumbbell Indemnity                     | Jak napálit pojišťovnu                             | Dominic Polcino      | Ron Hauge                                   | 1. března 1998     | 14. března 2000    | 5F12          |
| 195          | 17        | Lisa the Simpson                       | Líza z rodu Simpsonů                               | Susie Dietterová     | Ned Goldreyer                               | 8. března 1998     | 15. února 2000     | 4F24          |
| 196          | 18        | This Little Wiggy                      | Hrátky s Ralphem                                   | Neil Affleck         | Dan Greaney                                 | 22. března 1998    | 22. února 2000     | 5F13          |
| 197          | 19        | Simpson Tide                           | Homer slouží vlasti                                | Milton Gray          | Joshua Sternin a Jennifer Ventimiliová      | 29. března 1998    | 29. února 2000     | 3G04          |
| 198          | 20        | The Trouble with Trillions             | Trable s triliony                                  | Swinton O. Scott III | Ian Maxtone-Graham                          | 5. dubna 1998      | 28. prosince 1999  | 5F14          |
| 199          | 21        | Girly Edition                          | Bart – televizní šoumen                            | Mark Kirkland        | Larry Doyle                                 | 19. dubna 1998     | 21. března 2000    | 5F15          |
| 200          | 22        | Trash of the Titans                    | Kam s odpadem? (ČT, Prima) Kam s odpadem (Disney+) | Jim Reardon          | Ian Maxtone-Graham                          | 26. dubna 1998     | 28. března 2000    | 5F09          |
| 201          | 23        | King of the Hill                       | Homer horolezcem                                   | Steven Dean Moore    | John Swartzwelder                           | 3. května 1998     | 4. dubna 2000      | 5F16          |
| 202          | 24        | Lost Our Lisa                          | Ztracená Líza                                      | Pete Michels         | Brian Scully                                | 10. května 1998    | 11. dubna 2000     | 5F17          |
| 203          | 25        | Natural Born Kissers                   | Rození líbači                                      | Klay Hall            | Matt Selman                                 | 17. května 1998    | 23. listopadu 1999 | 5F18          |